# Остров (Кировский район)
Остров — деревня в Суховском сельском поселении Кировского района Ленинградской области.

## История
Деревня Остров упоминается в Дозорной книге Водской пятины Корельской половины 1612 года в Пречистенском Городенском погосте Ладожского уезда.
На карте Санкт-Петербургской губернии Ф. Ф. Шуберта 1834 года обозначена деревня Остров, состоящая из 49 крестьянских дворов.

ГАВСАРСКИЙ ОСТРОВ — деревня принадлежит Казённому ведомству, число жителей по ревизии: 143 м. п., 145 ж. п. (1838 год)

На карте профессора С. С. Куторги 1852 года отмечена деревня Остров из 49 дворов.

ГАВСАРСКИЙ ОСТРОВ — деревня Ведомства государственного имущества, по почтовому тракту, число дворов — 40, число душ — 159 м. п. (1856 год)

ГАВСАРСКИЙ ОСТРОВ — деревня казённая при колодце, число дворов — 40, число жителей: 166 м. п., 155 ж. п.; Часовня православная. (1862 год)

Сборник Центрального статистического комитета описывал деревню так:

ГАВСАРСКИЙ ОСТРОВ (ОСТРОВ) — деревня бывшая государственная, дворов — 69, жителей — 380. 2 лавки, постоялый двор. (1885 год)

Согласно материалам по статистике народного хозяйства Новоладожского уезда 1891 года, пустошь при селении Остров площадью 613 десятин принадлежала наследной дворянке В. П. Карауловой и была приобретена до 1868 года.
В конце XIX века деревня административно относилась к Гавсарской волости 1-го стана Новоладожского уезда Санкт-Петербургской губернии, в начале XX века — 4-го стана.
По данным «Памятной книжки Санкт-Петербургской губернии» за 1905 год деревня называлась Гавсарский-Остров (Остров) и входила в состав Гавсарского сельского общества.
Согласно военно-топографической карте Петроградской и Новгородской губерний издания 1915 года деревня называлась Остров.
С 1917 по 1923 год деревня Гавсарский Остров входила в состав Островского сельсовета Гавсарской волости Новоладожского уезда.
С 1923 года в составе Шумской волости Волховского уезда.
С 1924 года в составе Гавсарского сельсовета.
Согласно данным переписи населения СССР 1926 года в деревне Остров проживали 496 человек — все русские.
С 1927 года в составе Мгинского района.
По данным 1933 года деревня Остров входила в состав Гавсарского сельсовета Мгинского района.

План деревни Остров. 1941 год

Согласно топографической карте РККА 1941 года деревня насчитывала 102 двора.
С 1954 года в составе Выставского сельсовета.
С 1960 года в составе Волховского района.
В 1961 году население деревни Остров составляло 117 человек.
По данным 1966 и 1973 годов деревня Остров также находилась в подчинении Выставского сельсовета Волховского района.
По данным 1990 года деревня Остров входила в состав Суховского сельсовета Кировского района.
В 1997 году в деревне Остров Суховской волости проживали 23 человека, в 2002 году — 22 человека (русские — 95 %).
В 2007 году в деревне Остров Суховского СП — 12.

## География
Деревня расположена в северо-восточной части района на автодороге 41К-119 (Дусьево — Остров), к востоку от центра поселения, деревни Сухое.
Расстояние до административного центра поселения — 6 км.
Расстояние до ближайшей железнодорожной станции Войбокало — 25 км.
Деревня находится на правом берегу реки Кобона. К северу от деревни находится болото Маруйский Мох.

## Демография
| 1862 | 2007 | 2010 | 2017 |
| ---- | ---- | ---- | ---- |
| 321  | ↘12  | ↗20  | ↘10  |

## Улицы
Местечко Маруя.